# Тюккимяки
Тюккимяки (фин. Tykkimäki, в пер. на русский «Пушечный холм») — парк развлечений в Коуволе, Финляндия, третий по величине в стране. Насчитывает более 30 различных аттракционов, а также несколько ресторанов и киосков. Рядом с парком развлечений располагается одноимённый кемпинг и озеро Кяурялампи (Käyrälampi). Работает с мая по август.
Многие из аттракционов «Тюккимяки» перевезены из других парков развлечений Финляндии, в основном из «Линнанмяки» (Хельсинки) и «Сяркянниеми» (Тампере). Последний по времени перемещения аттракцион — колесо обозрения, использовавшееся в Линнанмяки на протяжении более чем 40 лет. 10 аттракционов произведены в 80-е гг., 5 — в 90-е, 8 — в первые годы XXI в., время изготовления остальных неизвестно. Имеются также самый крупный в Финляндии террариум и «дворец танцев».